# 霍兰 (密歇根州)
霍兰（英語：Holland）是美国密西根州下半岛西部的一座城市，靠近马卡塔瓦湖，横跨渥太华、阿勒根两县，人口约3万。

## 历史
渥太華人是当地原住民。1846年，牧师乔治·史密斯（George Smith）在此传播天主教。次年，荷兰加尔文派信徒艾伯塔斯（Albertus van Raalte）带领一批荷兰人在此定居。